# Eudòxia Lopukhinà
Eudòxia Fiódorovna Lopukhinà (Евдокия Фёдоровна Лопухина) o Praskóvia Il·lariónovna Lopukhinà (Прасковья Илларионовна Лопухина) (Moscou, 10 de juliol de 1669-Sant Petersburg, 7 de setembre de 1731, segons el calendari gregorià— i 30 de juliol i 27 d'agost, respectivament, segons el julià) fou una emperadriu russa, la primera esposa del tsar Pere I, i mare del tsarévitx Aleix Petróvitx. Fou la darrera tsarina russa d'origen autòcton.
Eudòxia provenia d'una família distingida. Havia gaudit d'una educació tradicional, era analfabeta i no tenia interessos intel·lectuals. Fou triada per la tsarina Natàlia Naríxkina als 16 anys com a promesa de Pere. Eudòxia seguí les ordres de la mare del futur tsar.
Pere i Eudòxia es casaren el 6 de febrer de 1689 i visqueren un matrimoni de curta durada. El tsar no podia suportar la indolència conservadora dels seus parents, i l'abandonà aviat per embarcar-se en una relació amorosa amb l'alemanya Anna Mons, nascuda a la Caserna Alemanya de Moscou.
Eudòxia pertanyia a una secta rigorista, els vells creients, per això s'oposà a les reformes del seu marit. Durant la supressió dels Streltsí el 1698, Pere I sospità que la seua dona havia participat en la conspiració i la tancà al monestir de Súzdal al 1698, on professà amb el nom d'Helena.

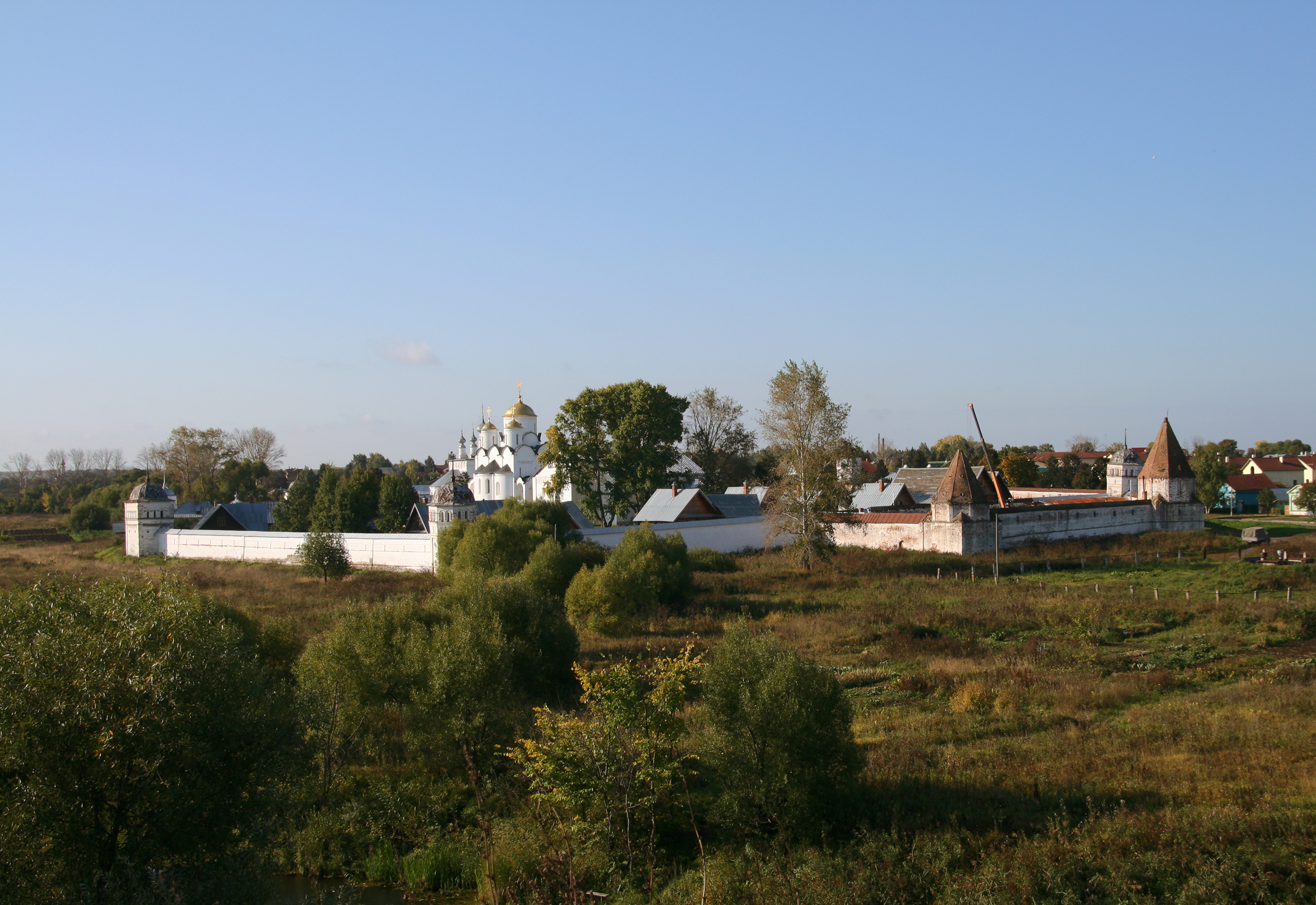
Convent de Súzdal

L'abadessa, però, li permeté dur una vida com la majoria de les dones, més que com una monja. Eudòxia, de fet, tingué una relació amb el militar Stepan Glébov, que més tard va ser acusat per això, empresonat i condemnat a mort esquarterat.
A poc a poc, Eudòxia i el seu fill es convertiren en el símbol dels qui s'oposaven a les reformes europeistes de Pere, sobretot les relatives a la reforma de l'Església ortodoxa russa. En els seus sermons, el bisbe Demetri de Rostov es referia a Eudòxia com a "nostra gran sobirana" i professà obertament el seu dret a tornar al tron. Aquesta situació de l'emergent partit conservador fou derrotada per Pere I al 1718. Tots els bisbes que recolzaren les accions d'Eudòxia foren condemnats a mort; decapitaren al seu germà Abraham i empresonaren i torturaren al fill de tots dos, el tsarévitx Aleix Petróvitx.
Com a resultat, al 1718, la traslladaren de Súzdal al monestir de l'Assumpció de Stàraia Làdoga, on visqué set anys sota una estricta supervisió fins a la mort del seu exmarit. Al 1725 l'enviaren a Shlüsselburg, on Caterina la tingué en una estricta detenció secreta, en estat criminal sota el nom de "certa persona" (Eudòxia representava una amenaça important per a la nova emperadriu, els drets de la qual eren incerts).
Al 1727, el seu net Pere II pujà al tron de Rússia i immediatament la cridà a Moscou. Ella tornà a l'antiga capital amb gran pompa i se li permeté mantenir la seua cort al monestir Novodévitxi fins a la seua mort al 1731.

## Descendència
- Aleix Petróvitx Romànov (1690-1718), casat amb Charlotte Christine de Brunswick-Wolfenbüttel, tingué descendència:

- Alexandre Petróvitx Romànov (1691-1692), va morir jove.

- Pau Petróvitx Romànov (1693).